# Paul Bunge

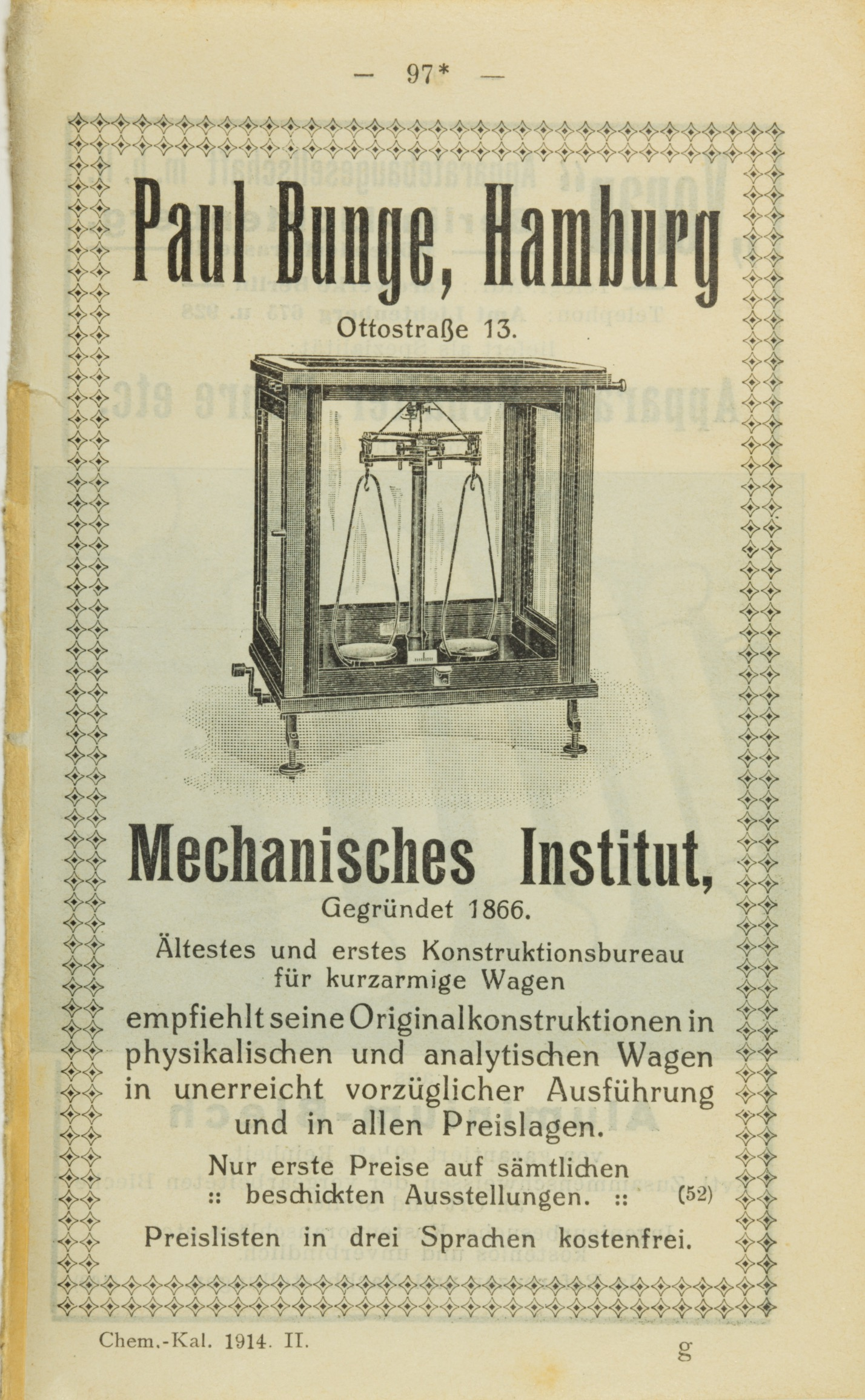
Anzeige der Firma Paul Bunge (1914)

Paul Bunge (* 12. August 1839 in Halle/Saale; † 5. Februar 1888 in Hamburg) war ein Hamburger Feinmechaniker und Instrumentenbauer.
Paul Bunge hat im Waagenbau neue Maßstäbe gesetzt, indem er die kurzarmige Analysenwaage einführte, mit der Wägevorgänge wesentlich weniger Zeit beanspruchten. Er hat auch die erste theoretische Analyse der Funktionsweise dieses Waagentyps vorgelegt. Andere von ihm eingeführte Neuerungen waren die 'steigende' Arretierung, das Kreuzschneidengehänge, die Autokollimatorablesung oder die Substitutions-Zweischneidenwaage mit unterschiedlichen Armlängen. Mit einer von Bunge für das  Internationale Büro für Maß und Gewicht in Paris gefertigten Waage wurde das Urkilogramm gemäß der 1875 abgeschlossenen Meterkonvention geeicht. 
Der Paul-Bunge-Preis für herausragende Arbeiten zur Geschichte wissenschaftlicher Instrumente ist nach ihm benannt.